# 小島燎
小島 燎（こじま りょう、1993年〈平成5年〉- ）は広島県出身のヴァイオリニスト。

## 経歴
1993年（平成5年）、音楽家小島秀夫の長男として広島県で生まれる。父親がヴァイオリニスト、母親がピアニストという音楽一家で育ち、5歳頃からヴァイオリニストとして発表会に出場した。中学3年生の時には全日本学生音楽コンクールの中学生の部で優勝を果たす。
しかし、修道高等学校在学時には重圧から結果を残せず、高校卒業後の2011年（平成23年）、音楽大学には進学せず京都大学総合人間学部に進学。大学時代も音楽は続け、自ら演奏会を企画し、会場の確保やチケット販売まで小島一人で行った。2015年（平成27年）、京都大学卒業後、文化庁新進芸術家海外研修制度研修員としてパリ・エコールノルマル音楽院に留学し、ヴァイオリンおよび室内楽のコンサーティスト課程を修了。2020年（令和元年）、パリ国立高等音楽院の室内楽科修士課程を修了。
日本では小島秀夫、長原幸太、小栗まち絵に、フランスではレジス・パスキエ、ブリュッセル王立音楽院にて堀米ゆず子に師事する。第61回全日本学生音楽コンクール全国大会第1位、青山音楽賞バロックザール賞（ピアニスト久末航とのデュオ）など受賞多数。
ラ・ロック＝ダンテロン音楽祭をはじめとするヨーロッパ各地の音楽祭に招かれ、ポール・メイエ、アンリ・ドマルケット、ジェローム・ペルノ、リュカ・ドゥバルグ、ミゲル・ダ＝シルヴァ、フランソワ＝ルネ・デュシャーブルなど、数多くの演奏家と共演を重ねる。
フランスではパリを活動拠点に置き、日本では広島市と尾道市を活動拠点に置く。
一般社団法人コジマ・ムジカ・コレギア理事長として、指導のほか文化振興に尽力し、音楽祭の企画なども行っている。
2023年よりフランス国立オーヴェルニュ＝ローヌ＝アルプ管弦楽団の副コンサートマスターに就任。